# Olga Segura
Pour les articles homonymes, voir Segura.
Olga Segura, née le 19 août 1986 à Mexico, est une actrice et productrice de cinéma mexicaine.

## Biographie
En 2015, elle tient l'un des deux rôles principaux avec Carolina Guerra du film lesbien La luciérnaga d'Ana Maria Hermida.

## Filmographie

### Actrice
- 2011 : Cellmates : Madalena
- 2011 : El encanto del águila (série télévisée) : Filomena del Valle
- 2012 : Goats : Serena
- 2012 : Marcelo : Lucy
- 2012 : Border Run : Maria
- 2012 : Hidden Moon : Inés
- 2012 : The Garden of Steven (court métrage) : Magdalena
- 2014 : González: falsos profetas : Betsabé
- 2014 : Señora Acero (série télévisée) : Edith Phillips
- 2015 : Texas Rising (mini-série) : Concepcion
- 2015 : Little Paradise : Lupita
- 2015 : Veronica : Veronica de la Serna
- 2015 : La luciérnaga : Mariana
- 2016 : Sundown : la réceptionniste de l'hôtel
- 2016 : Mexiwood

### Productrice
- 2010 : El mar muerto (co-productrice)
- 2011 : Cellmates (productrice)
- 2012 : Marcelo (productrice)
- 2013 : La Vérité sur Emanuel (The Truth About Emanuel) (productrice exécutive)
- 2016 : Johnny (productrice)
- 2016 : Sundown (productrice associée)
- 2016 : The Dinner (productrice exécutive)